# Рука, Инта
Инта Рука (латыш. Inta Ruka; род. 1958, Рига) — латвийский фотограф. Занимается чёрно-белой портретной съёмкой. Кавалер ордена Трёх звёзд. В 2009 году Мод Никандер сняла про Интe Рукe документальный фильм «Конец пути. Латвийская история», также был снят документальный фильм «Photo — Inta Ruka» режиссёра Арвида Криевса.

## Биография
Инта Рука родилась в 1958 году в Риге. С 1979 по 1982 год являлась членом фотостудии ВЭФ. С 1984 по 1988 год — член фотостудии «Ogre».
В 1999 году награждена призом Спидола. В 2004 году получила награду «Price of the Year» Латвийского союза художников. В 2009 году была награждена орденом Трёх Звёзд 5 степени. Работает уборщицей в Шведском посольстве в Латвии.

## Книги Инты Рука
- 2014 — Inta Ruka. «People I know». Bokforlaget Max Strom
- 1999 — Inta Ruka. «My country people. Mani lauku laudis. La mia gente di campagna». Sorosa Musdienu makslas centrs

## Фотографии
Инта Рука занимается фотографией с конца 1970-х годов. Провела более 20 персональных выставок. Работы Инты Руке хранятся в коллекциях Латвийского национального художественного музея, в собраниях музеев Эстонии, Дании, Германии, Швейцарии, Норвегии, США и др. стран.
Фотографии Инты составляли часть экспозиции Латвии на 48-й Венецианской биеннале в 1999 году. Инта Рука является автором циклов
- «Мои односельчане» (1983—1998)
- «Люди, которых я встречала» (1999—2004)[7]